# Ligne de Balatonszentgyörgy à Tapolca
La Ligne de Balatonszentgyörgy à Tapolca ou ligne 26B est une ligne de chemin de fer de Hongrie. Elle relie Balatonszentgyörgy à Tapolca.